# Akiodoris
Akiodoris Bergh, 1879 è un genere di molluschi nudibranchi appartenente alla famiglia Akiodorididae.

## Tassonomia
Il genere comprende due specie:
- Akiodoris lutescens Bergh, 1879
- Akiodoris salacia Millen & Martynov, 2005